# Wassyl Lypkiwskyj

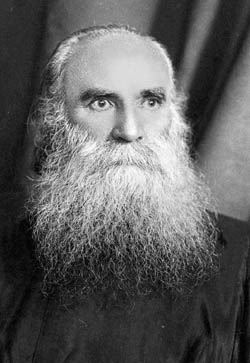
Wassyl Lypkiwskyj in den 1920er Jahren

Wassyl Kostjantynowytsch Lypkiwskyj (ukrainisch Васи́ль Костянти́нович Липкі́вський; * 7. Märzjul. / 19. März 1864greg. in Popudnja, Gouvernement Kiew, Russisches Kaiserreich; † 27. November 1937 in Kiew, Ukrainische SSR) war ein ukrainischer Bildungsaktivist, Reformer, Journalist, Schriftsteller, Übersetzer, Gründer und seit Oktober 1921 erster Metropolit der Ukrainischen autokephalen orthodoxen Kirche von Kiew und der ganzen Ukraine.

## Leben
Wassyl Lypkiwskyj wurde 1891 zum Priester geweiht und von 1892 bis 1903 war er Dekan der Kathedrale in Lypowez und der Supervisor der Schulen im Ujesd Lypowez. Zwischen 1903 und 1905 unterrichtete er Kanonisches Recht an der Lehrer-Schule der Kiewer Kirche, musste jedoch diese Position aufgrund seiner Unterstützung für eine separate ukrainische Kirche aufgeben.
1919 hielt er in der Kiewer Nikolaus-Kathedrale den ersten Gottesdienst in ukrainischer Sprache. Im Oktober 1921 wurde die autokephale ukrainisch-orthodoxe Kirche gegründet und Lypkiwskyj zu ihrem Metropoliten gewählt und am 23. Oktober desselben Jahres geweiht, was von der russisch-orthodoxen Kirche nicht anerkannt wurde und so als nicht kanonisch gilt.
Im Oktober 1927 wurden die Delegierten des All-Ukrainischen Kirchenrates von der repressiven bolschewistischen Regierung unter massiven Druck gesetzt, ihn nicht wiederzuwählen. In den Folgejahren stand er unter ständiger Überwachung der Behörden, die ihn mehrmals verhafteten. Am 22. Oktober 1937 wurde er erneut festgenommen, von einem Sondergericht des NKWD zum Tode verurteilt und hingerichtet. Sein Bestattungsort ist nicht bekannt, auf dem Lukjaniwska-Friedhof wurde für ihn symbolisch ein Grabmal errichtet.

## Ehrungen
Anlässlich des 150. Geburtstages von Iwan Ohijenko im Jahr 2014 gab die ukrainische Post eine Briefmarke und die ukrainische Nationalbank innerhalb der Münzserie Herausragende Persönlichkeiten der Ukraine eine Zwei-Hrywnja-Gedenkmünze mit seinem Porträt heraus.